# Navigium Isidi

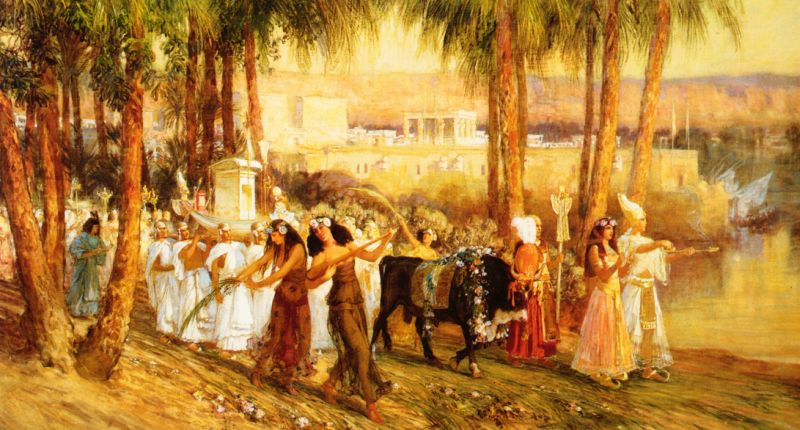
Processione in onore di Iside (1902) Frederick Arthur Bridgman

Il Navigium Isidis (la nave di Iside) era un rito in maschera molto festoso dedicato alla vicenda della dea Iside; ella fece risorgere il suo sposo Osiride dopo aver ritrovato, viaggiando per mari, tutte le parti del suo corpo smembrato. La celebrazione della vicenda di Iside venne diffusa nella religione romana in tutto l'impero verso il 150 d.C. La festa, che si teneva nella prima luna piena dopo l'equinozio di primavera, consisteva in un corteo in maschera in cui un'imbarcazione di legno veniva ornata di omaggi floreali. Con la tradizione cattolica il Navigium Isidis è stato diviso in Pasqua (resurrezione dello smembrato dopo l'equinozio di primavera), e Carnevale (carrus navalis, la processione delle maschere).

## Origini egiziane
In questo rito, Iside veniva celebrata in quanto simbolo del Principio femminile e della sua fertilità, che domina l'esistente. Nell'originario mito egizio, Iside viaggia per mari alla ricerca delle parti del corpo dello smembrato marito Osiride; le ritrova tutte, tranne il fallo, le ricompone e lo fa risorgere.
Nel rito romano, veniva costruita come arca un'imbarcazione di legno ornata di omaggi floreali, la quale veniva prima fatta trasportare dalle acque del Tevere, poi seguita dalla folla in maschera che compiva, la maggior parte delle volte, riti canori.

## Collocazione temporale, Pasqua e Carnevale
Il Navigium Isidis si teneva in data variabile corrispondente alla prima luna piena seguente l'equinozio di primavera. Il Navigium Isidis è stato poi sostituito dalla celebrazione della resurrezione di Cristo, la Pasqua cristiana, dopo che, nel 391, il cattolicesimo venne ufficializzato come religione dell'Impero Romano; la Pasqua ha mantenuto la datazione legata alla prima luna piena dopo l'equinozio di primavera. Per evitare la sovrapposizione tra Pasqua e Navigium Isidis, il Navigium venne spostato indietro di quaranta giorni, edulcorato e rinominato in Carnevale (carrus navalis). La festa del Navigium Isidis è stata quindi divisa in due dalla Chiesa Cattolica: la parte della resurrezione dello smembrato Osiride è confluita nella Pasqua; la parte della processione delle maschere è confluita nel Carnevale.

## Descrizione di Apuleio
Apuleio, nel suo romanzo Le metamorfosi, ha descritto il Navigium Isidis; le navi di Nemi dell'imperatore Caligola erano probabilmente dedicate a questo rito, in quanto corrispondono alla descrizione di Apuleio.

## La festa di sant'Agata a Catania
Il filologo ragusano, Emanuele Ciaceri, intravede nel culto di Sant'Agata a Catania caratteristiche rituali simili a quelle di Navigium Isidis descritte da Apuleio. 